# Kirill Emelianov
Pour les articles homonymes, voir Emelianov.
Kirill Leonidovitch Emelianov (en russe : Кирилл Леонидович Емельянов), né le 15 avril 1991 à Moscou, est un acteur russe.

## Biographie
Il naît dans une famille d'acteurs. Il a une sœur, Anastasia. Il commence sa carrière à l'âge de neuf ans dans une émission de télévision pour enfants. En 2006, il apparaît pour la première fois au grand écran dans Svolotchi (Bâtards) d'Alexandre Atanessian qui raconte pendant la Seconde Guerre mondiale comme un camp préparait de jeunes garçons à devenir tueurs. Il alterne ensuite les rôles pour la télévision (en 2009: Kremlyovskie koursanty - Les Cadets du Kremlin) et le cinéma. Il termine l'école de théâtre no 123 de Moscou et ensuite l'académie Guitis en 2009 (classes d'Albert Filozov et Iossif Reischelhaus). Depuis 2010, il fait partie de la troupe permanente du théâtre « École de la pièce moderne » (« Школа современной пьесы ») à Moscou.
En 2013, il interprète le rôle principal dans Eastern Boys, film français de Robin Campillo. Il est nommé aux César 2015 dans la catégorie « Meilleur espoir masculin ».

### Vie privée
Il est marié avec l'actrice Ekaterina Direktorenko avec qui il a deux enfants : Stepan, né le 6 février 2011, et Vassili, né le 20 juin 2013.

## Filmographie

### Cinéma
- 2006 : Swolotschi d'Alexander Atanesyan : Studer
- 2008 : Marewo
- 2012 : Strana 03
- 2013 : Eastern Boys de Robin Campillo : Marek / Rouslan
- 2013 : Do swidanija, maltschiki
- 2025 : Mosolov's Suitcase de Matthew Mishory : Alexander Mosolov

### Télévision

#### Séries télévisées
- 2006–2007 : Kadetstwo, 160 épisodes : Cadet Alexey Syrnikov
- 2009 : Pobedny weter, jasny den (mini-série) : Aleksey Syrnikov
- 2009–2010 : Kremljowskije kursanty : Aleksey Syrnikov
- 2010 : Gluchar. Woswraschtschenije
- 2012 : Sledstvennyy komitet (SK) (mini-série), épisode 9 : Andrey
- 2014 : Tri swesdy
- 2016 : Vosmidesyatye, saison 6, épisode 3 : étudiant
- 2020 : Klerk (mini-série), 4 épisodes : Oles Zubok
- 2020 : Sinichka 3 (mini-série), 4 épisodes : Maks Krapivin
- 2020 : Sinichka 4 (mini-série), 4 épisodes : Maks Krapivin
- 2025 : Mendelson, saison 2, épisode 2 : Byvshiy

## Théâtre
- La Mouette d'Anton Tchekhov : Constantin Treplev
- La Maison des femmes d'Alexandre Demakhine : le correspondant
- La Maladie de l'étoile avec toute la troupe
- 2010 : Douleur russe, d'après Le Malheur d'avoir trop d'esprit de Griboïedov
- 2010 : Le Champ de Pavel Priajko : Kostik
- 2011 : Геймеры d'après la pièce Un jour en Mandchourie de Lev Naoumov : le sous-officier Adamov
- 2011 : L'Ours d'après le pamphlet de Dmitri Bykov : celui qui n'est pas d'accord
- 2011 : Le Suicide des amoureux à l'île des filets céleste, d'après la pièce de Tikamatsu Mondzaemon
- 2014 : C'est ici qu'habite Nina, d'après la pièce de Polina Borodina : Valentin Mikhaïlovitch, directeur

## Distinctions

### Nomination
- Césars 2015 : Meilleur espoir masculin pour Eastern Boys